# Ismail Jakobs
Ismail Joshua Jakobs (Colônia, 17 de agosto de 1999) é um futebolista senegalês nascido na Alemanha que atua como lateral. Atualmente joga pelo Monaco.

## Carreira no clube

### Köln
Depois de iniciar sua carreira no BC Bliesheim, Jakobs ingressou na academia de juniores do Köln em 2012. Em 2017, tendo passado por todas as seleções juvenis do clube, ele foi introduzido na equipe Sub-21 de Köln competindo na quarta divisão Regionalliga Oeste.
No inicio da Bundesliga de 2019–20 Jakobs foi promovido para a equipe principal pelo técnico Achim Beierlorzer. Em 8 de novembro de 2019, ele fez sua estreia em uma partida contra o Hoffenheim. Em 18 de dezembro de 2019, Jakobs marcou seu primeiro gol como profissional na vitória por 2–4 contra o Eintracht Frankfurt. Em março de 2020, o clube anunciou que o contrato de Jakobs havia sido prorrogado até 2022. Em outubro do mesmo ano, ele assinou uma nova prorrogação de contrato, mantendo-o na equipe até julho de 2024.

### Monaco
Em 12 de julho de 2021 Jakobs assinou com o Monaco até 2026. Fez a sua estreia em 3 de agosto na vitória por 2–0 contra o Sparta Praga válido terceira pré-eliminatória da Liga dos Campeões da UEFA de 2021–22.

## Carreira internacional
Jakobs fez parte das seleções sub-21 e sub-23 da Alemanha sendo posteriormente convocado para disputar os Jogos Olímpicos de Verão de 2020. Em setembro de 2022 se naturalizou senegalês e foi convocado para representar o país na Copa do Mundo FIFA de 2022. Por problemas de documentação Jakobs quase foi cortado da equipe, mas recebeu a confirmação da liberação minutos antes da estreia da equipe na competição.

## Vida pessoal
Nascido na Alemanha, Jakobs é descendente de senegaleses por parte de pai.

## Títulos
Köln
- 2. Bundesliga: 2018–19

Galatasaray
- Süper Lig: 2024–25
- Copa da Turquia: 2024–25

Alemanha sub-21
- Campeonato Europeu de Futebol Sub-21: 2021